# ناويا كوندو
ناويا كوندو (باليابانية: 近藤 直也) (مواليد 3 أكتوبر 1983) هو لاعب كرة قدم ياباني يلعب حاليا لصالح جيف يونايتد إيتشيهارا تشيبا في الدوري الياباني الممتاز. يلعب مع منتخب اليابان لكرة القدم منذ عام 2012.

## وصلات خارجية
- ناويا كوندو على موقع الاتحاد الدولي (مؤرشف)  (الإنجليزية)
- ناويا كوندو على موقع رابطة كرة القدم اليابانية للمحترفين (اليابانية)
- ناويا كوندو على موقع قاعدة بيانات كرة القدم.إي يو (الإنجليزية)
- ناويا كوندو على موقع ناشيونال فوتبول تيمز (الإنجليزية)
- ناويا كوندو على موقع Soccerway.com (الإنجليزية)
- ناويا كوندو على موقع عالم كرة القدم.نت (الإنجليزية)
- ناويا كوندو على موقع كووورة
- National Football Teams
- Japan National Football Team Database